# Sacy

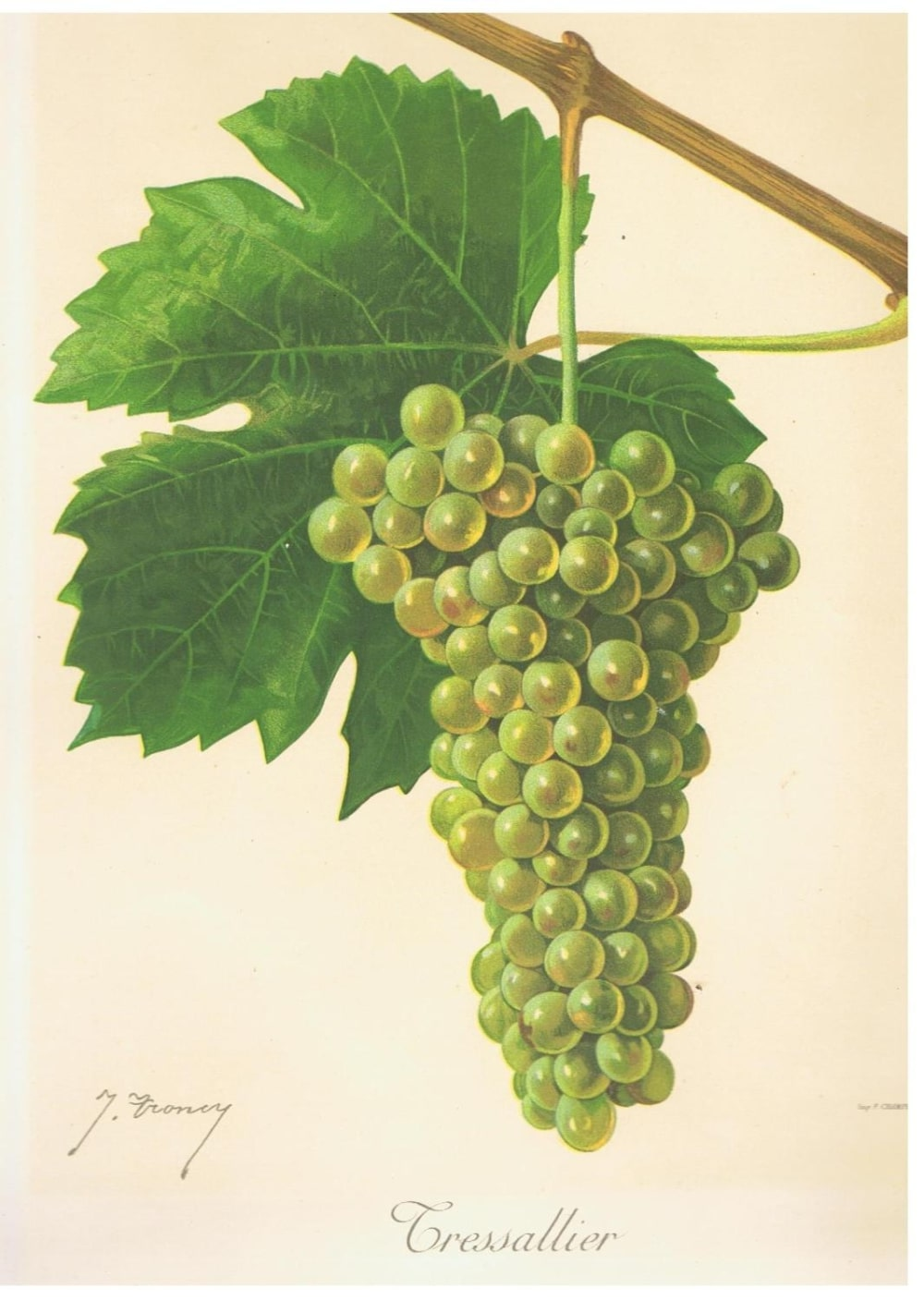
Sacy im Buch von Viala & Vermorel

Die Weißweinsorte Sacy wird vor allem im französischen Département Yonne angebaut. Sie soll im 13. Jahrhundert durch Mönche der Abtei von Reigny von Italien importiert worden sein. Außerdem scheint sie identisch mit der Rebsorte Tressallier zu sein. Die eher frühreifende Sorte erbringt säurearme Weißweine mit niedrigem Alkoholgehalt und heller Farbe. Die Weine sind nicht lagerfähig.
In Frankreich sind die Klone 793, 833 und 965 zum Anbau von Qualitätsweinen zugelassen. Von den 100 Hektar bestockter Rebfläche befinden sich ca. 67 ha im Département Yonne und 33 ha im Département Allier. Zugelassen ist die Rebsorte in den Qualitätsweinen Crémant de Bourgogne und Bourgogne Grand Ordinaire sowie im VDQS-Wein Saint-Pourçain.
. 

## Herkunft
Aufgrund genetischer Untersuchungen von 352 Rebsorten im Jahr 1998 stellte sich heraus, dass die Sorten Aligoté, Aubin Vert, Auxerrois, Bachet Noir, Beaunoir, Chardonnay, Dameron, Franc Noir de la Haute Saône, Gamay Blanc Gloriod, Gamay, Knipperlé, Melon de Bourgogne, Peurion, Romorantin und Roublot ähnlich wie auch der Sacy alle aus spontanen Kreuzungen zwischen Pinot und Gouais Blanc entstanden. Da die genetischen Unterschiede zwischen Pinot Blanc, Pinot Gris und Pinot Noir äußerst gering sind, liegt eine genaue Spezifizierung des Pinot-Typs noch nicht vor.
Der Erfolg dieser spontanen Kreuzung wird dadurch erklärt, dass die beiden Elternsorten genetisch gesehen grundverschieden sind. Während die Sorten der Pinot-Familie vermutlich aus dem Burgund stammen, wurde der Gouais Blanc von den Römern nach Frankreich gebracht. In den Rebgärten des Burgunds und der südlichen Champagne standen beide Sorten während einiger Jahrhunderte im Gemischten Satz.

## Synonyme
Die Rebsorte Sacy ist auch unter den Namen Aligoté Vert, Blanc de Pays, Blanc Moulin, Blanc Vert, Fairené, Fariné, Farinier Blanc, Ferné, Fernet, Ferney, Gros Blanc, Menu Blanc, Peut Blanc, Pivoine, Plant de Sacy, Plant d’Essert, Sassy, Souche, Trezali, Trezari und Weissklemmer bekannt.